# 커튼콜 (팟캐스트)
커튼콜은 SBS 보도본부가 제작하는 팟캐스트&유튜브 프로그램 SBS 골라듣는 뉴스룸의 여러 시리즈 중 하나다.
예술에 관한 수다, 예술적인 수다를 지향하는 <커튼콜>은 매주 문화계 인사를 초대해 편안한 분위기 속에 대댬을 진행한다. SBS 문화전문기자인 김수현 기자, 이병희 아나운서가 고정으로 출연한다. 클래식, 뮤지컬, 무용, 연극, 대중가요 등등 공연 분야를 주로 다룬다. 2024년 1월 200회를 돌파했다. 
매주 수요일 0시 팟빵, 네이버 오디오클립, 애플팟캐스트, 고릴라 등 팟캐스트 플랫폼에 업로드되고 SBS 뉴스홈페이지에 올라간다. 
유튜브 채널에 영상도 게시된다. 유튜브 '김수현 문화전문기자의 커튼콜' 플레이리스트에서 지난 회차 영상들을 모아볼 수 있다.   